# Gavin Hamilton
Gavin Hamilton (Lanarkshire, 1723-Roma, 4 de enero de 1798) fue un pintor neoclásico escocés, mucho más recordado por su búsqueda de antigüedades en Roma. Ambas actividades le convirtieron en un árbitro del gusto neoclásico.

## Biografía

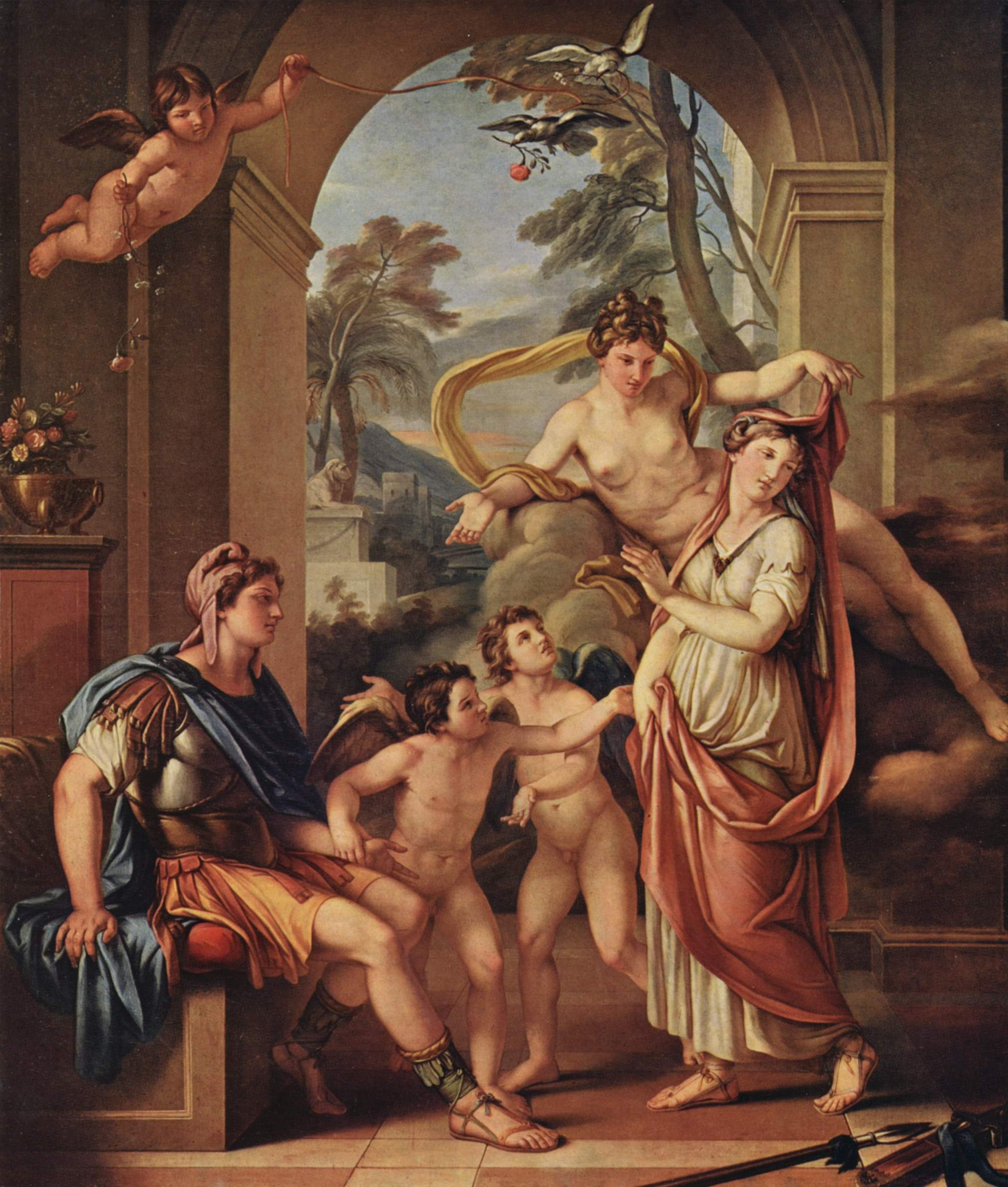
Venus entregando a Paris a Helena como su esposa de Hamilton (1782-1784), encontrado en Palazzo Braschi, Roma

Procedía de la prominente familia que dio nombre a la ciudad de Hamilton, en South Lanarkshire, encabezada por los duques de Hamilton. Ingresó en la Universidad de Glasgow y estudió en Roma en la década de 1740 con Agostino Masucci como maestro. Después de un breve retorno a casa, realizó una serie de retratos en pintura en Londres y regresó a Roma en 1756, donde vivió el resto de su vida.

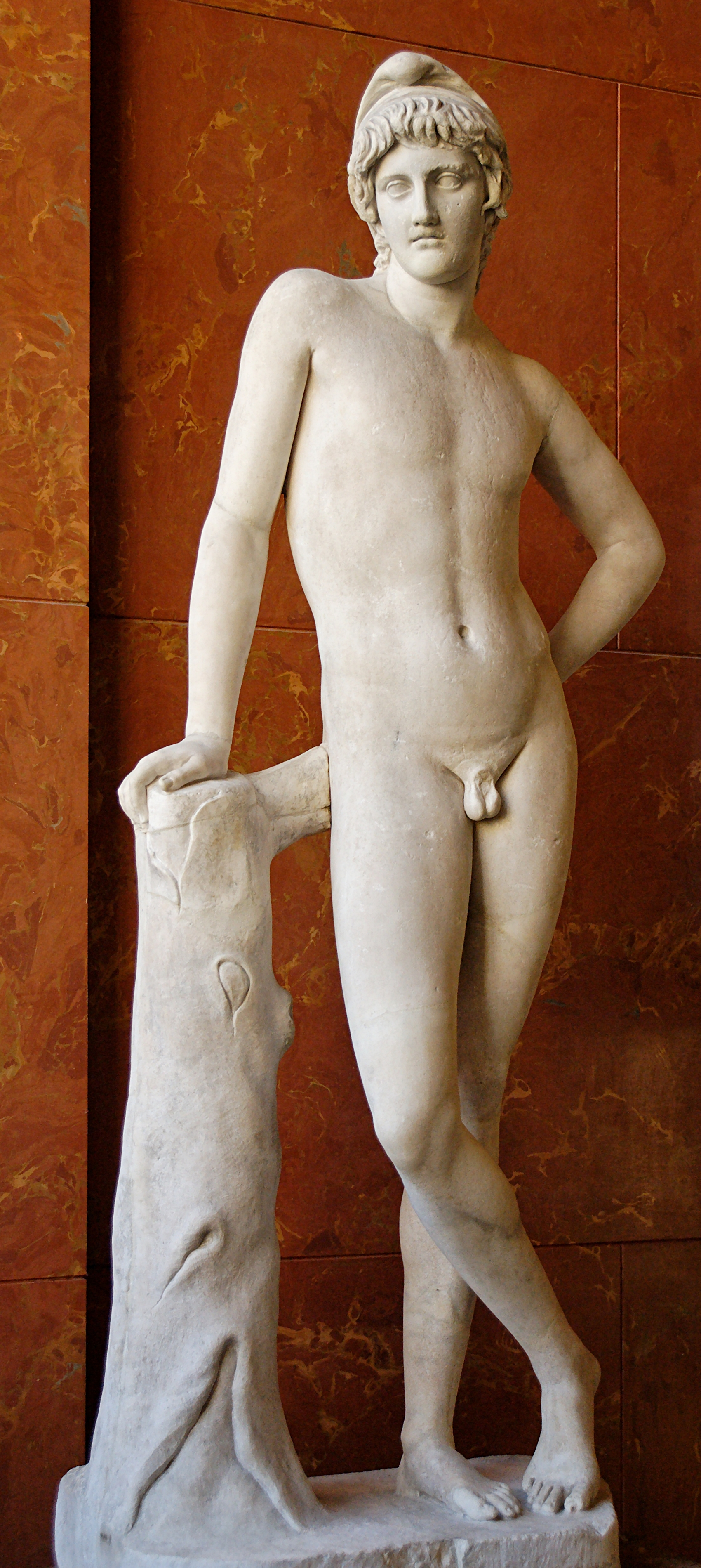
Copia de mármol de la estatua encontrada por Hamilton en la Villa Adriana en 1769, y cuya figura masculina se identifica como Paris.

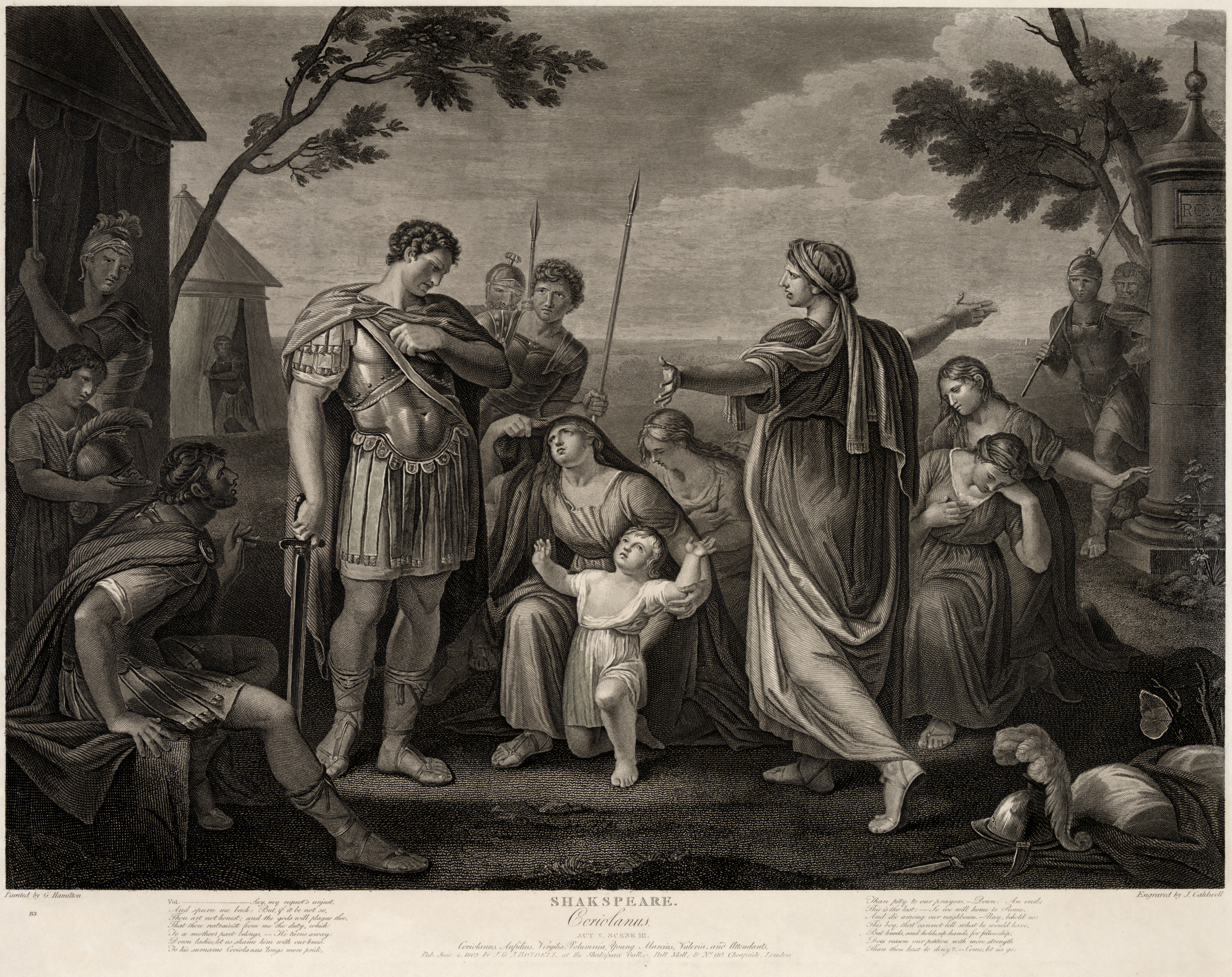
Acto V, escena III del Coriolano de Shakespeare. Grabado por James Caldwell a partir de la pintura de Gavin Hamilton.

Además de unos pocos retratos de amigos, de la familia Hamilton y de compatriotas que hacían el Grand Tour, muchas de sus pinturas se centraron en temas clásicos griegos y romanos, siendo algunas de gran formato.
Su obra más famosa es un ciclo de seis pinturas de la Ilíada de Homero, las cuales alcanzaron gran difusión e influencia al ser grabadas por Domenico Cunego. Otra de sus obras más conocidas e influyentes es La muerte de Lucrecia (años 1760), también llamada el Juramento de Brutus, la cual inauguró una serie de «pinturas de juramento» que incluye al famoso Juramento de los Horacios (1784) de Jacques-Louis David.
Hamilton pintó el Martirio de San Andrés para el altar de Sant'Andrea degli Scozzesi, la iglesia nacional escocesa de Roma.
Como comerciante de arte y arqueología, Hamilton emprendió excavaciones en la Villa de Adriano en 1769-1771, la primera ocasionada por la necesidad de mármol para que su escultor pudiera reconstruir las esculturas. Sus excavadores reabrieron la salida de un área pantanosa al nivel del mar y «después de unas semanas de trabajo bajo tierra a la luz de las lámparas y con el barro hasta las rodillas» recuperaron las esculturas de la mugre (Smith 1901:308). Desde 1771, Hamilton excavó en otros lugares en torno a Roma: Tor Colombaro del cardenal Flavio Chigi (1771-1772), Albano (1772), Monte Cagnolo (1772-1773), Ostia (1774-1775), Villa Fonseca en la Colina Caelian de Rome, «Roma Vecchia» (Villa de los Quintili, 1775), Castel di Guido y Gabii.
En una época en la que la restauración de esculturas romanas era concebida en términos generales y la restauración del acabado de todas las superficies era aún una práctica común, Hamilton mantuvo la reputación de hombre honesto que nunca había alterado impropiamente las esculturas que pasaban por sus manos. Muchas de las obras de arte fueron vendidas a los clientes británicos de Hamilton, más notablemente a Charles Towley y a William Petty en Shelburne, después Casa Lansdowne, Londres. Hamilton escribió de este primero: «la más valiosa adquisición que un hombre de refinado gusto puede hacer, es una pieza de escultura griega». En 1771, Hamilton descubrió el jarrón Warwick en la Villa Adriana, el cual vendió a Sir William Hamilton, el experto y enviado británico en Nápoles.
Gavin Hamilton trabajó cercanamente con Giovanni Battista Piranesi y dio consejos tempranos al joven escultor Antonio Canova, a quien conoció en una cena en diciembre de 1779 durante la primera visita del último a Roma, y a quien recomendó poner a un lado su temprana manera Rococó y concentrarse en combinar el estudio de la naturaleza con lo mejor de las antigüedades y un estrecho rango de escultores clásicos modernos.
En 1785 compró la versión de Leonardo da Vinci de La Virgen de las Rocas y la envió a Londres para que fuese vendida —hoy en la Galería Nacional de Londres—.